# Balūţ Bāzeh
Balūţ Bāzeh (persiska: بَلوط بازِه, بلوط بازه) är en ort i Iran.   Den ligger i provinsen Lorestan, i den västra delen av landet, 400 km sydväst om huvudstaden Teheran. Balūţ Bāzeh ligger 1 789 meter över havet och antalet invånare är 170.
Terrängen runt Balūţ Bāzeh är huvudsakligen kuperad. Balūţ Bāzeh ligger nere i en dal.Runt Balūţ Bāzeh är det ganska tätbefolkat, med 56 invånare per kvadratkilometer. Närmaste större samhälle är Nūrābād, 18,4 km öster om Balūţ Bāzeh. Trakten runt Balūţ Bāzeh består till största delen av jordbruksmark.